# Bataille de Kōshū-Katsunuma
Guerre de Boshin
La bataille de Kōshū-Katsunuma (甲州勝沼の戦い, Kōshū-Katsunuma no tatakai) est une bataille de la guerre de Boshin au Japon. Opposant les forces pro-Impériales et celles du Shogunat Tokugawa, l’affrontement fait suite à la bataille de Toba-Fushimi du 29 au 31 janvier 1868 (calendrier grégorien).

## Prélude
Après avoir défait les forces du shogunat des Tokugawa à la bataille de Toba-Fushimi, les forces impériales (comprenant les armées féodales des domaines de Chōshū, de Satsuma et de Tosa) se sont divisées en trois colonnes, qui ont progressé au nord-est vers Edo, la capitale des Tokugawa, en prenant trois itinéraires différents : Tōkaidō, Nakasendō et Hokurikudō.
En attendant, Isami Kondo, chef du Shinsen Gumi, ayant retiré ses forces à Edo après la bataille de Toba-Fushimi, a rencontré le commandant du Shogunat Kaishū Katsu. Kondo a créé une nouvelle unité avec les restes du Shinsen Gumi, qui s’est appelée le Koyo Chimbutai, et qui a quitté Edo le 1er mars.

## Bataille
L’armée impériale a atteint la forteresse des Tokugawa de Kōfu, et l’a attaqué. L’armée impériale a alors rencontré les forces du Shogunat à la bataille de Katsunuma (aujourd’hui une partie de la ville de Kōshū), le 29 mars. À un contre dix, les forces du Shogunat ont été défaites avec 179 victimes. Les survivants, dont Kondo, ont essayé de se sauver à Aizu en passant par la province de Sagami, qui était commandée par des hatamoto loyales aux Tokugawa.

## Conséquences

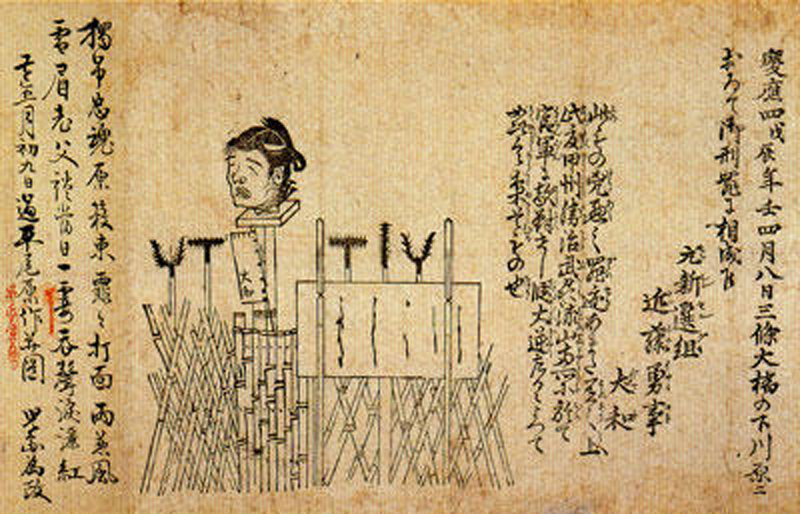
La décapitation d’Isami Kondo après la bataille de Kōshū-Katsunuma, journal de 1868.

Isami Kondo s’est discrètement échappé de cette bataille, mais a été capturé peu de temps après, à Nagareyama, Chiba. Il fut décapité par le nouveau gouvernement à Itabashi. La bataille de Kōshū-Katsunuma est la dernière action militaire significative dans le centre de Honshū pendant la guerre de Boshin, et la mort de Isami Kondo a encore plus démoralisé les défenseurs des Tokugawa, contribuant l’année suivante à la reddition du château d’Edo sans résistance.

## Source de la traduction
- (en) Cet article est partiellement ou en totalité issu de l’article de Wikipédia en anglais intitulé « Battle of Kōshū-Katsunuma » (voir la liste des auteurs).